# Alor Island
Alor Island (engelska: Ombai Island, indonesiska: Pulau Alor) är en ö i Indonesien.   Den ligger i provinsen Nusa Tenggara Timur, i den sydöstra delen av landet, 2 000 km öster om huvudstaden Jakarta. Arean är 2 083 kvadratkilometer.
Terrängen på Alor Island är lite bergig. Öns högsta punkt är 1 803 meter över havet. Den sträcker sig 37,7 kilometer i nord-sydlig riktning, och 88,7 kilometer i öst-västlig riktning.  I omgivningarna runt Alor Island växer i huvudsak städsegrön lövskog.